# Aeroportul Bermejo
Aeroportul Bermejo (IATA: BJO, ICAO: SLBJ) este un aeroport din Tarija (departament), Bolivia ce deservește zona Bermejo.
Situat la o altitudine de 381 m, aeroportul dispune de o singură pistă.